# Helmhütte
Die Helmhütte (auch Helmhaus, 2433 m s.l.m.) ist eine ehemalige Schutzhütte der Sektion Sillian des DuOeAV bzw. eine ehemalige Grenzhütte Italiens auf dem Gebirgskamm zwischen Süd- und Osttirol. Über die weitere Nutzung der verfallenen Hütte wird seit einigen Jahren innerhalb der Alpenvereinssektionen Sillian und Drei Zinnen sowie der anliegenden Gemeinden beraten. Hierbei reicht das Spektrum von einem Neubau über eine Sanierung bis hin zu einem Abriss und Bau eines Kriegerdenkmals an derselben Stelle.

## Lage

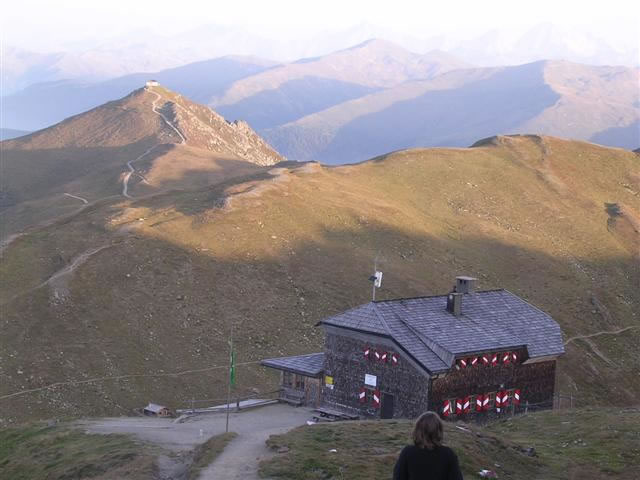
Die Helmhütte (links im Hintergrund) aus Sicht der alten Sillianer Hütte.

Auf dem Helmgipfel gelegen, bildet die Helmhütte den Anfang bzw. das Ende des Karnischen Höhenwegs. Sie hat eine markante Lage und gilt als beliebter Aussichtspunkt mit Blick auf die Südtiroler und Osttiroler Dolomiten und den Alpenhauptkamm. Die Hütte liegt unmittelbar auf der österreichisch-italienischen Staatsgrenze, die nach dem Ersten Weltkrieg festgelegt wurde.

## Geschichte
Die Sektion Sillian des DuOeAV begann im Jahr 1889 mit dem Bau der Helmhütte. Den Baugrund für die Schutzhütte stellte die Gemeinde Sexten zur Verfügung. Zwei Jahre später wurde die Hütte mit Aussichtsplattform auf dem Dach fertiggestellt und am 25. Juli 1891 eingeweiht. Nach Ende des Ersten Weltkrieges wurde mit dem Vertrag von St. Germain die österreichisch-italienische Grenze neu gezogen. Die Helmhütte lag nun direkt auf der Grenze. 1925 musste die Schutzhütte durch den Staatsvertrag von Venedig an den italienischen Staat abgetreten werden. Sie wurde daraufhin für eine militärische Nutzung als Zollhaus umgebaut. Die Aussichtsplattform auf dem Dach wurde hierzu abgetragen.
1922 erlangten die Faschisten unter Benito Mussolini in Italien die Macht. Diese förderten ab Mitte der 1930er Jahre den Bau von Grenzbefestigungen und Bunkerkomplexen entlang der österreichisch-italienischen Staatsgrenze. Die Helmhütte wurde somit der Kern eines weitläufigen militärischen Areals. Die Ruinen dieser Anlagen sind bis heute noch sichtbar.
Nach Ende des Zweiten Weltkrieges blieb die Helmhütte weiterhin in italienischem Eigentum, wurde jedoch ab den 70er Jahren nicht mehr genutzt. Somit verfiel die Schutzhütte in den folgenden Jahrzehnten immer mehr. 1999 ging die Hütte in das Eigentum des Landes Südtirol über. Am 25. Februar 2013 entschloss sich die Südtiroler Landesregierung, die Ruine an die Gemeinde Sexten zu veräußern, die ein Dokumentationszentrum zum Gebirgskrieg zu errichten plant.

## Zustiege
Zur Helmhütte sind folgende Aufstiege möglich:
- Nach Auffahrt mit der Bergbahn Sexten, von der Bergstation auf 2.052 m aus, über eine ehemalige Militärstraße zum Helmgipfel.
- Nach Auffahrt mit der Bergbahn Vierschach, von der Bergstation auf 2.045 m aus, ebenso über die Militärstraße zum Gipfel.
- Von Sillian aus zu Fuß oder mit PKW zur Leckfeldalm und von dort aus über einen Gehweg bis knapp unter die Sillianer Hütte weiter zum Helmgipfel.
- Von Sillian/Kühstille aus zu Fuß über Hasslrauth und die Forcher Kaser zum Helmgipfel.